# Beaujeu-Saint-Vallier-Pierrejux-et-Quitteur
Beaujeu-Saint-Vallier-Pierrejux-et-Quitteur ist eine Gemeinde im französischen Département Haute-Saône in der Region Bourgogne-Franche-Comté.

## Geographie
Beaujeu-Saint-Vallier-Pierrejux-et-Quitteur liegt auf einer Höhe von 201 m über dem Meeresspiegel, zehn Kilometer nordöstlich von Gray und etwa 40 Kilometer nordwestlich der Stadt Besançon (Luftlinie). Das Dorf erstreckt sich im Westen des Départements, in der Ebene von Gray am östlichen Rand der Talniederung der Saône.
Die Fläche des 35,12 km² großen Gemeindegebiets umfasst einen Abschnitt des mittleren Saône-Tals. Die westliche und nördliche Grenze verläuft stets entlang der Saône, die hier mit großen Schleifen durch eine breite Alluvialniederung fließt. Die Talaue liegt durchschnittlich auf 195 m und weist eine Breite von ungefähr zwei Kilometern auf. Der Fluss ist kanalisiert und zur Wasserstraße ausgebaut. In der teilweise sumpfigen Talniederung herrscht landwirtschaftliche Nutzung vor.
Vom Flusslauf erstreckt sich das Gemeindeareal ostwärts über die Talniederung und einen sanft ansteigenden Hang bis auf das angrenzende Plateau. Es wird durch verschiedene kurze Seitenbäche der Saône, darunter den Pothelet und die Raye, untergliedert. Das Plateau besteht aus einer Wechsellagerung von kalkigen und sandig-mergeligen Sedimenten der oberen Jurazeit und besonders im Südosten auch aus tertiären Ablagerungen. Es liegt auf 230 m. Während im nördlichen Teil Acker- und Wiesland überwiegt, ist der gesamte östliche Teil (40 % der Gemeindefläche) waldbedeckt (Forêt Domaniale de Belle Vaivre). Auf einer Kuppe in diesem Forstgebiet wird mit 252 m die höchste Erhebung von Beaujeu-Saint-Vallier-Pierrejux-et-Quitteur erreicht.
Die Gemeinde besteht aus vier Ortsteilen, die alle am östlichen Rand der Saône-Niederung liegen:
- Beaujeu (201 m)
- Saint-Vallier (202 m), südlich an Beaujeu anschließend
- Pierrejux (205 m), gegenüber von Vereux
- Quitteur (198 m)

Nachbargemeinden von Beaujeu-Saint-Vallier-Pierrejux-et-Quitteur sind Autet und Mercey-sur-Saône im Norden, Seveux und Igny im Osten, Sauvigney-lès-Gray und Saint-Broing im Süden sowie Rigny, Montureux-et-Prantigny und Vereux im Westen.

## Geschichte
Das Gemeindegebiet von Beaujeau-Saint-Vallier-Pierrejux-et-Quitteur war schon in prähistorischer Zeit besiedelt. Zahlreiche Fundstücke, Tumuli und Gräber stammen aus der späten Bronzezeit. Auf der Flur Le Châtelard befand sich ein befestigter Lagerplatz aus der gallorömischen Zeit.
Der Ortsname von Beaujeu entwickelte sich im Lauf der Zeit von Bellus Jocus über Bellijocum, Biajuel, Beaulgehu und Beljeu zu Beaugeu. Im Mittelalter gehörte Beaujeu zur Freigrafschaft Burgund und darin zum Gebiet des Bailliage d’Amont. Die Herrschaft Beaujeu ist seit dem 11. Jahrhundert belegt und gehörte der gleichnamigen Adelsfamilie, die sich in zwei Seitenlinien gliederte. Um 1100 wurde in Beaujeu die erste Kirche erbaut. Seit dem 13. Jahrhundert ist die Herrschaft, welche das gesamte heutige Gemeindegebiet umfasste, unter dem Namen Clos de Beaujeu bekannt. In Saint-Vallier, das 1262 in einer Bulle des Papstes Alexander IV. erwähnt ist, bestand ein Priorat. Dieses wurde während des Dreißigjährigen Krieges 1637 zerstört. Zusammen mit der Franche-Comté gelangten die Orte des Clos de Beaujeu mit dem Frieden von Nimwegen 1678 definitiv an Frankreich.
An der Saône gegenüber von Vereux wurde seit dem 17. Jahrhundert ein Hochofen mit Schmiedewerk betrieben. Das Werk stellte seinen Betrieb 1879 ein. Seit Beginn des 19. Jahrhunderts entstand die heutige Großgemeinde in mehreren Schritten. Beaujeux und Pierrejux (1806: 126 Einwohner) fusionierten 1807 zur Gemeinde Beaujeux-et-Pierrejux. Bereits im Jahr 1808 stieß die Ortschaft Saint-Vallier (1806: 373 Einwohner) hinzu; die Gemeinde nannte sich fortan Beaujeux-Saint-Vallier-et-Pierrejux. 1972 schloss sich auch Quitteur (1968: 70 Einwohner) dieser Gemeinde an, was zur erneuten Namensänderung in Beaujeu-Saint-Vallier-Pierrejux-et-Quitteur führte. Heute ist die Gemeinde Mitglied des 42 Ortschaften umfassenden Gemeindeverbandes Communauté de communes des Quatre Rivières.

## Sehenswürdigkeiten

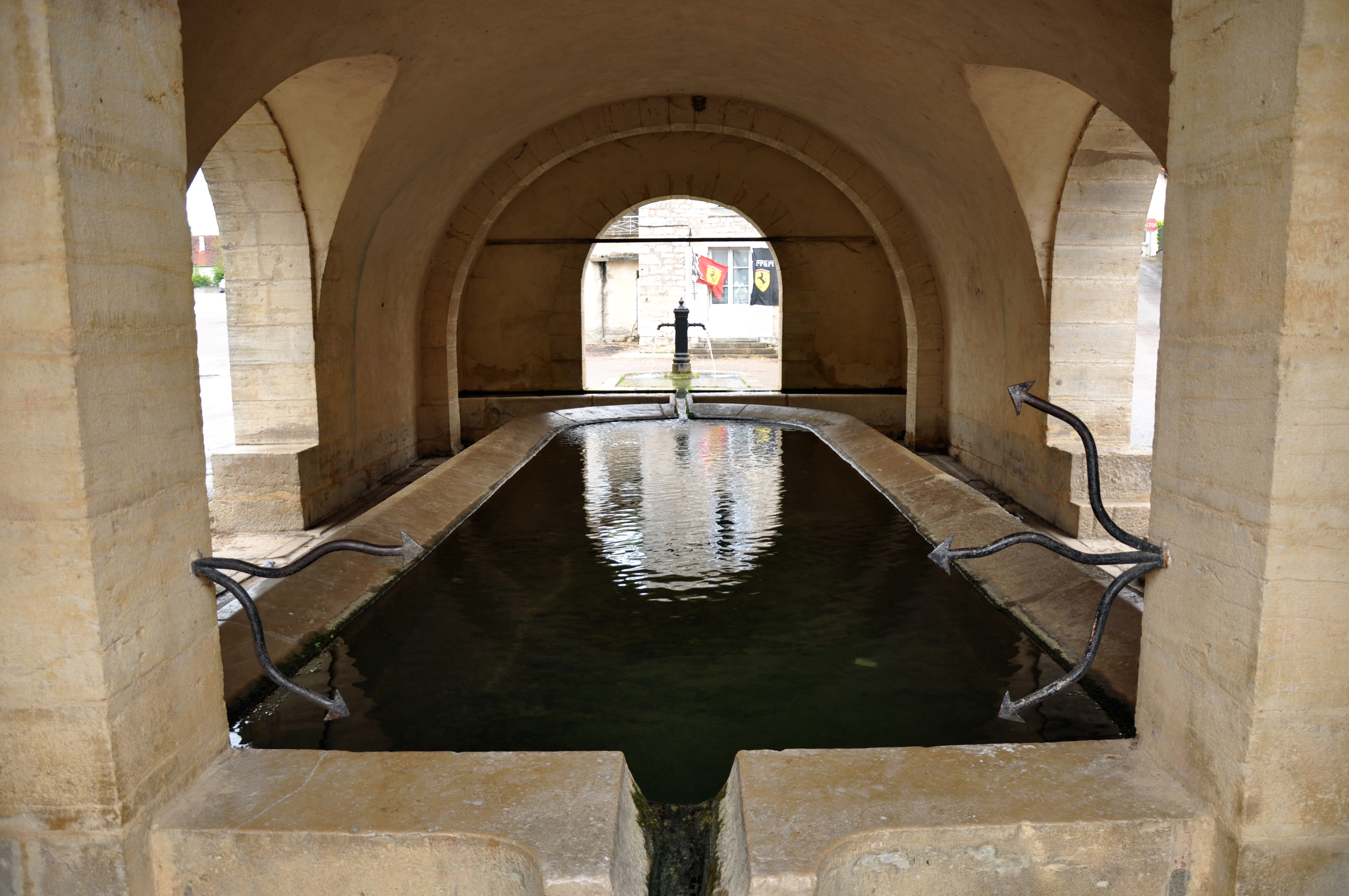
Waschhaus

Die Kirche Notre-Dame de l’Assomption in Beaujeu stammt ursprünglich aus dem 12. und 13. Jahrhundert, wovon der gotische Chorraum zeugt. Das Schiff wurde im 19. Jahrhundert neu erbaut. Von überregionaler Bedeutung ist ein reich bemaltes mittelalterliches Glasfenster (1481). Oberhalb des Dorfes steht die Kapelle Sainte-Anne. Zu den weiteren Sehenswürdigkeiten von Beaujeu zählt das sogenannte Mairie-Lavoir, das als Monument historique eingestuft ist. Das Gemeindehaus (Mairie) wurde 1830 nach Plänen des Architekten Louis Moreau über dem Wasserbecken erbaut, das früher als Waschbecken (Lavoir) und Viehtränke diente. Der romanische Donjon gehörte zur Burg der Herren von Beaujeu. Der quadratische Bau ist 25 m hoch und hat eine Seitenlänge von 10 Metern. Zu Beginn des 19. Jahrhunderts wurde der Herrschaftssitz des Herzogs von Bassano errichtet, zu dem auch eine Orangerie gehört.
Weitere Kirchenbauten gibt es in Saint-Vallier (18. Jahrhundert) und in Pierrejux (mit einer Glocke aus dem 16. Jahrhundert).

## Bevölkerung
| Jahr                       | 1962 | 1968 | 1975 | 1982 | 1990 | 1999 |
| Einwohner                  | 583  | 545  | 576  | 688  | 732  | 739  |
| Quellen: Cassini und INSEE |      |      |      |      |      |      |

Mit 922 Einwohnern (Stand 1. Januar 2022) gehört Beaujeu-Saint-Vallier-Pierrejux-et-Quitteur zu den kleineren Gemeinden des Département Haute-Saône. Nachdem die Einwohnerzahl in der ersten Hälfte des 20. Jahrhunderts deutlich abgenommen hatte (1881 wurden noch 1065 Personen gezählt), wurde seit Beginn der 1970er Jahre wieder ein kontinuierliches Bevölkerungswachstum verzeichnet.

## Wirtschaft und Infrastruktur
Beaujeu-Saint-Vallier-Pierrejux-et-Quitteur war lange Zeit ein vorwiegend durch die Landwirtschaft (Ackerbau, Obstbau und Viehzucht) geprägtes Dorf. Daneben hatten die Schmiedewerke eine wichtige Bedeutung. Heute gibt es verschiedene Betriebe des lokalen Kleingewerbes, vor allem in den Bereichen Feinmechanik, Bauwesen und Holzverarbeitung. In den letzten Jahrzehnten hat sich das Dorf zu einer Wohngemeinde gewandelt. Viele Erwerbstätige sind deshalb Wegpendler, die in den größeren Ortschaften der Umgebung ihrer Arbeit nachgehen.
Die Ortschaft liegt abseits der größeren Durchgangsachsen an einer Departementsstraße, die von Gray nach Ray-sur-Saône führt. Weitere Straßenverbindungen bestehen mit Dampierre-sur-Salon und Montureux-et-Prantigny.